# مارک تیلور (بازیکن فوتبال، زاده ۱۹۶۶)
مارک تیلور (انگلیسی: Mark Taylor؛ زادهٔ ۲۲ فوریهٔ ۱۹۶۶) بازیکن فوتبال اهل بریتانیا است.
از باشگاه‌هایی که در آن بازی کرده‌است می‌توان به باشگاه فوتبال والسال، باشگاه فوتبال شروزبری تاون، باشگاه فوتبال شفیلد ونزدی، باشگاه فوتبال شروزبری تاون، باشگاه فوتبال نانیتون تاون، و باشگاه فوتبال ردیچ یونایتد اشاره کرد.